# Marcelle Bordo
Pour les articles homonymes, voir Bourdiaux (homonymie).
Marcelle Bordo, née Alphonsine Bourdiaux le 12 octobre 1873 à Ivry-sur-Seine et morte le 13 octobre 1948 à Paris, est une chanteuse et actrice de théâtre française.

## Biographie

### Jeunesse et famille
Alphonsine Bourdiaux naît à Ivry-sur-Seine en 1873, fille de Louis Bourdiaux, ajusteur, et Gabrielle Eglachit, couturière, son épouse.
Elle a une sœur aînée, Annette, née en 1867 à Fourchambault, plus tard connue comme artiste de music-hall sous le nom de Liane Degaby.
En 1908, Alphonsine Bourdiaux épouse à Paris Léonard Pimpot, docteur en médecine, avec notamment pour témoin le photographe Albert Londe.

### Carrière
Alphonsine Bourdiaux commence sa carrière comme chanteuse au début des années 1890, sous le nom de scène de Mlle Bordo, à l'Eldorado et dans les chœurs au Châtelet. Engagée en 1892 aux Menus-Plaisirs, elle se fait remarquer dans Mademoiselle ma femme et Tararaboum-revue, puis fait un passage au Nouveau-Théâtre où elle crée La Prétentaine.
L'Olympia lui confie ensuite des rôles plus importants, dans La Gran Vía, Tante Agnès et Le Nouveau Régiment, puis elle se produit sur les scènes des  Bouffes-Parisiens, du Palais-Royal, des Nouveautés  ou encore des Capucines.
Sa carrière s'achève à la fin des années 1900. Elle s'établit alors avec son mari à Saint-Jean-Cap-Ferrat,.
Le couple réside à nouveau à Paris, boulevard Pereire, lorsque Léonard Pimpot meurt à Clichy, en 1936. Veuve, Alphonsine Bourdiaux meurt le lendemain de son 75e anniversaire, en octobre 1948, quatre mois après sa sœur Liane Degaby. Elle est inhumée trois jours plus tard au cimetière des Batignolles, aux côtés de son mari.

## Théâtre
(liste non exhaustive)
- 1891 : Compère Guilleri, opéra-comique en 3 actes de Burani et Jean Cavalier, théâtre des Menus Plaisirs[9]
- 1892 : Article de Paris, opérette en 3 actes de Maxime Boucheron, théâtre des Menus Plaisirs : La Parisienne[10]
- 1893 : Mademoiselle ma femme, opéra-comique en 3 actes de Maurice Ordonneau et Octave Pradels, théâtre des Menus Plaisirs : Charlotte[11]
- 1893 : Tararaboum-revue, théâtre des Menus Plaisirs[12]
- 1893 : La Prétentaine, opérette de Paul Ferrier et Raoul Bénédite-Jancourt, Nouveau-Théâtre[13]
- 1896 : Tante Agnès, opérette-bouffe en 2 actes de Maxime Boucheron, théâtre de l'Olympia
- 1896 : La Gran Vía, zarzuela en 1 acte de M. Pérez y González, adaptation de  Maurice Ordonneau, théâtre de l'Olympia[14]
- 1897 : Le Nouveau Régiment, opérette en 2 actes d'Albert Barré, Edmond Martin et Henry Berhard, théâtre de l'Olympia
- 1897 : Aux frisons de Vénus, vaudeville en 3 actes d'Henri Kéroul et Gustave Sauger, Bouffes-Parisiens : Justine[15]
- 1899 : L'Élu des femmes, d'Albin Valabrègue et Maurice Hennequin, théâtre du Palais-Royal : Marie Chausson
- 1899 : Coralie et Compagnie, d'Albin Valabrègue et Maurice Hennequin, théâtre du Palais-Royal : Clémence
- 1902 : La Duchesse des Folies-Bergère, pièce de Georges Feydeau, théâtre des Nouveautés : Irma
- 1903 : Fin de vertu, comédie en 1 acte d'Abel Tarride et François Vernayre, théâtre des Capucines
- 1906 : L'Usurier, de Gabriel Timmory et Jean Manoussi, théâtre des Capucines

## Décorations
- Officier d'académie, 1905[16]
- Officier de l'Instruction publique, 1911[4]

## Iconographie
- Ses photographies prises par Reutlinger sont publiées dans le catalogue La Référence des portraits contemporains, publié par la Librairie Nilsson, en 1897[17], 1898[18], 1899[19] et 1900[20].
- Maurice Lourdey, Marcelle Bordo, dessin, 1er quart du xxe siècle, Bibliothèque nationale de France, département Arts du spectacle, FOL-O ICO-5 (9) [voir en ligne]
- Atelier Nadar, photographies de Mlle Marcelle Bordo, début du xxe siècle, Bibliothèque nationale de France, département Estampes et photographie, NA-239 (5)-FT 4 [voir en ligne]
- Cardona, Mlle Marcelle Bordo dans "Fin de vertu" , [Collection Jaquet]. Dessinateurs et humoristes. Artistes divers, série 1 : C-D. Tome 2 : [défets d'illustrations de périodiques], 1894-1928, Bibliothèque nationale de France, département Estampes et photographie, MFILM G-194457 [voir en ligne]
- André Rouveyre, Marcelle Bordo, [Collection Jaquet]. Dessinateurs et humoristes. André Dignimont. Alméry Lobel-Riche. André Rouveyre. Tome 33 : [défets d'illustrations de périodiques], 1910-1930, Bibliothèque nationale de France, département Estampes et photographie, MFILM G-193232-193244 [voir en ligne]